# 이진숙 (언론인)
이진숙(李眞淑, 1961년 7월 4일~)은 대한민국의 문화방송 기자 출신 정치인이자 현재 제11대 방송통신위원회 위원장이다. 보수 성향으로 알려져 있으며, 청문회 당시 대전MBC 사장 시절 법인카드 개인 사용 등으로 논란이 많았다. 임명 이틀만에 국회에서 탄핵소추안이 가결되어 직무가 정지된 최초의 위원장이었다가, 2025년 1월 23일 탄핵소추가 기각되면서 복귀했다.

## 학력
- 신명여자고등학교
- 경북대학교 사범대학 영어교육과 학사
- 한국외국어대학교 동시통역대학원 한영동시통역학 석사
- 존스 홉킨스 대학교 국제학대학원 국제공공정책학 석사

## 경력
- 1986년 5월: 문화방송 보도국 입사
- 1987년 5월: 문화방송 보도국 문화과학부 기자
- 1987년 5월: 문화방송 보도국 국제부 기자
- 1987년 5월: 문화방송 보도국 사회부 기자
- 1989년: 문화방송 북극 탐험 다큐멘터리 '북극, 북극 사람들' 제작
- 1990년: 걸프 전쟁 취재
- 2003년: 이라크 전쟁 취재
- 2003년 3월~2003년 11월: 문화방송 보도제작국 차장
- 2003년 11월~2006년 2월: 문화방송 보도국 국제부장
- 2006년 2월~2009년 2월: 문화방송 워싱턴 특파원
- 2009년 2월~2010년 3월: 문화방송 보도국 국제부장
- 2010년 3월~2010년 7월: 문화방송 기획조정실 정책협력부장
- 2010년 7월~2012년 4월: 문화방송 홍보국장·문화방송 대변인
- 2012년 4월~2013년 5월: 문화방송 기획홍보본부장
- 2013년 5월~2014년 3월: 문화방송 워싱턴지사장
- 2014년 3월~2015년 2월: 문화방송 보도본부장
- 2015년 3월~2018년 1월: 대전문화방송 대표이사 사장
- 2018년~2020년: 사단법인 하얀코끼리 고문
- 2019년 9월~2020년 8월: 한국외국어대학교 미네르바교향대학 객원강의교수
- 2019년 10월: 자유한국당 입당
- 미래통합당 당무위원
- 국민의힘 당무위원
- 2021년~2024년 7월: (재) 성곡언론문화재단 비상임 이사
- 2021년 8월~2021년 9월: 국민의힘 윤석열 제20대 대통령 선거 예비후보 국민캠프 조직본부 언론특보
- 2021년 10월~2021년 11월: 국민의힘 윤석열 제20대 대통령 선거 예비후보 국민캠프 조직본부 시민사회총괄본부 대변인
- 2024년 7월 31일 ~ : 제11대 방송통신위원회 위원장[3]

## 수상
- 2003년 제30회 한국방송대상 보도기자상
- 2003년 외대언론인회 2003 외언상

## 저서
- 2010년 인생기출문제집 2 대한민국 이십대는 답하라 (ISBN 9788956054643)
- 2011년 인생기출문제집 세트 (ISBN 9788956055459)